# Xena – Krigarprinsessan
Xena – Krigarprinsessan är en amerikansk äventyrsserie som är inspelad på Nya Zeeland, producerad 1995–2001 och blev Lucy Lawless stora genombrott.. Serien är en spinoff till TV-serien Hercules där karaktären Xena förekommer i tre avsnitt. När serien blev känd började även Xena-saker såsom dräkter, leksaker och T-shirts säljas.

## Huvudfigurer
- Xena - Lucy Lawless
- Gabrielle - Renee O'Connor
- Joxer - Ted Raimi
- Ares - Kevin Smith
- Autolycus - Bruce Campbell
- Julius Caesar - Karl Urban
- Virgil - William Gregory Lee

## Inspelning
Inför och under inspelningen av serien fick Lucy Lawless, medspelerskan Renee O'Connor samt en del andra av skådespelarna intensivt träna olika typer av kampsporter för att kunna genomföra de många stridsscenerna i serien. De fick även ridlektioner.